# Cromalin
 (juin 2015).
Si vous disposez d'ouvrages ou d'articles de référence ou si vous connaissez des sites web de qualité traitant du thème abordé ici, merci de compléter l'article en donnant les références utiles à sa vérifiabilité et en les liant à la section « Notes et références ».
Cromalin est un système d'épreuves couleurs mis au point par la société DuPont. Il sert au contrôle, à la validation et à l'épreuve contractuelle (bon à tirer ou BAT) des documents destinés à être imprimés. C'est un nom de marque lexicalisé. Premier système d'épreuves rapide connu[réf. nécessaire], il a par la suite et par extension été utilisé par certains professionnels pour désigner les autres systèmes similaires provenant d'autres fournisseurs.
À l'origine, cette épreuve de contrôle était réalisée à partir d'une gamme progressive, typiquement un jeu de 7 films (magenta, jaune, magenta + jaune, cyan, cyan + magenta + jaune, noir, noir + cyan + magenta + jaune), encore nommé typon, destiné à l'imprimeur pour le tirage final. Aujourd'hui, une épreuve de contrôle complète est constituée d'un fichier numérique PDF associé à une sortie couleur munie d'une barre de contrôle dont la validité est contrôlée par spectrophotomètre. Un système d'épreuvage de qualité nécessite une calibration régulière (1 fois par semaine) et produit des épreuves dans une palette de couleurs acceptée par les imprimeurs afin que ceux-ci soient capables de reproduire les couleurs demandées.